# Vrijstaat Oldenburg
De Vrijstaat Oldenburg (Duits: Freistaat Oldenburg) was een staat in de Weimarrepubliek. De staat ontstond bij het aftreden van groothertog Frederick Augustus van het Groothertogdom Oldenburg na de Duitse Revolutie in 1918.

## Geschiedenis
Nadat op 10 november 1918 de republiek Oldenburg-Oostfriesland werd uitgeroepen, deed de groothertog op 11 november afstand van de troon. Op 17 juni 1919 werd door het nieuw gekozen parlement de vrijstaat Oldenburg uitgeroepen.
Door de Groot-Hamburgwet kwam het voormalige vorstendom Lübeck in 1938 aan de Pruisische provincie Sleeswijk-Holstein en het voormalige vorstendom Birkenfeld aan de Pruisische Rijnprovincie. Daarvoor werd het Pruisische Wilhelmshaven bij Oldenburg gevoegd.
Na de Tweede Wereldoorlog, in 1946, voegden de Britse bezettingsautoriteiten Oldenburg bij de nieuwe deelstaat Nedersaksen.
- Gemeinsame Normdatei: 117909-3